# Репрезентација Аустрије у хокеју на леду
Хокејашка репрезентација Аустрије је хокејашки тим Аустрије и под контролом је Хокејашког савеза Аустрије. Репрезентација се међународно такмичи од 1912. године.
Премијерну утакмицу тадашња Аустругарска је одиграла у Прагу против Бохемије, 4. фебруара 1912. године и изгубила је 5:0. Најтежи пораз Аустрија је доживела од Канаде 1956. године резултатом 23:0. Највећу победу остварили су против Белгије 1963. године када су победили резултатом 30:0.
Хокејашка репрезентација Аустрије има освојене две бронзане медаље са Светског првенства 1931. и 1947.године.

## Историјат
Аустријски хокејашки савез основан је у јануару 1912. године и одмах је поднео захтев за пријем у Светску хокејашку федерацију ИИХФ. Пријем је уследио 18. марта исте године. Како је у фебруару те године Аустрија учествовала на Европском првенству са само три учесника као земља која није била чланица, то је првенство накнадно поништено.
Због Првог светског рата, следеће међународне утакмице одигране су тек 1920-их година. У међувремену, у Аустрији је извршен прелазак са дотадашњег бендија на канадски хокеј. Уследиле су успешне године, током којих је Аустрија 1927. на домаћем терену и 1931. постала европски првак.
После Другог светског рата, репрезентација Аустрије је наставила са успесима, што је кулминирало освајањем бронзане медаље на Светском првенству 1947. године. Након тога, тим је запао у кризу и испао из А-групе националних тимова.
Тек на Б-Светском првенству 1992. године, Аустрија је успела да се врати у класификацију А-нација. Од домаћинства Светског првенства 2005. године, уследила је годишња смена – испадање и повратак у највишу класу. На Светском првенству 2016. године није успела да обезбеди повратак у највиши ранг. Међутим, повратак је остварен на Светском првенству у хокеју на леду 2017. године, а на Светском првенству 2018. Аустрија је успела да задржи статус. На Светском првенству у хокеју на леду 2019. године, национални тим је као последњепласирани испао у Дивизију 1А. Од 2018. године редовни су чланови елитне дивизије.

## Олимпијске игре
- 1920. — нису учествовали
- 1924. — нису учествовали
- 1928. — 5. место
- 1932. — нису учествовали
- 1936. — 7. место
- 1948. — 8. место
- 1952. — нису учествовали
- 1956. — 10. место
- 1960. — нису учествовали
- 1964. — 13. место
- 1968. — 13. место
- 1972. — нису учествовали
- 1976. — 8. место
- 1980. — нису учествовали
- 1984. — 10. место
- 1988. — 9. место
- 1992. — нису учествовали
- 1994. — 12. место
- 1998. — 14. место
- 2002. — 12. место
- 2006. — нису се квалификовали
- 2010. — нису се квалификовали
- 2014. — 10. место
- 2018. — нису се квалификовали
- 2022. — нису се квалификовали
- 2026. — нису се квалификовали

## Светско првенство
| - 1930 — 4. место - 1931 — 3. место - 1933 — 4. место - 1934 — 7. место - 1935 — 6. место - 1937 — нису учествовали - 1938 — 10. место - 1939 — нису учествовали - 1947 — 3. место - 1949 — 6. место - 1950 — нису учествовали - 1951 — 11. место (4. место, Група Б) - 1953 — 11. место (2 место, Група Б) - 1954 — 6. место (3. место, Група Б) - 1955 — 11. место (2. место, Група Б) - 1957 — 7. - 1958 — нису учествовали - 1959 — 15. место (3. место, Група Б) - 1961 — 14. место (6. место, Група Б) - 1962 — 10. место (2. место, Група Б) - 1963 — 16. место (1. место, Група Ц) - 1965 — 13. место (5. место, Група Б) - 1966 — 13. место (5. место, Група Б) - 1967 — 14. место (6. место, Група Б) - 1969 — 13. место (7. место, Група Б) - 1970 — 15. место (1. место, Група Ц) - 1971 — 13. место (7. место, Група Б) - 1972 — 14. место (1. место, Група Ц) - 1973 — 12. место (6. место, Група Б) - 1974 — 14. место (8. место, Група Б) - 1975 — 17. место (3. место, Група Ц) - 1976 — 17. место (1. место, Група Ц) - 1977 — 17. место (9. место, Група Б) - 1978 — 18. место (2. место, Група Ц) - 1979 — 15. место (7. место, Група Б) - 1981 — 17. место (1. место, Група Ц) - 1982 — 10. место (2. место, Група Б) - 1983 — 11. место (3. место, Група Б) - 1985 — 12. место (4. место, Група Б) | - 1986 — 14. место (6. место, Група Б) - 1987 — 11. место (3. место, Група Б) - 1989 — 14. место (6. место, Група Б) - 1990 — 11. место (3. место, Група Б) - 1991 — 13. место (5. место, Група Б) - 1992 — 13. место (1. место, Група Б) - 1993 — 11. место - 1994 — 8. место - 1995 — 11. место - 1996 — 12. место - 1997 — 16. место (4. место, Група Б) - 1998 — 15. место - 1999 — 10. место - 2000 — 13. место - 2001 — 11. место - 2002 — 12. место - 2003 — 10. место - 2004 — 11. место - 2005 — 16. место - 2006 — 18. место (1. место, Дивизија I, Група Б) - 2007 — 15. место - 2008 — 17. место (1. место, Дивизија I, Група А) - 2009 — 14. место - 2010 — 17. место (1. место, Дивизија I, Група Б) - 2011 — 16. место - 2012 — 18. место (2. место, Дивизија I, Група А) - 2013 — 15. место - 2014 — 18. место (2. место, Дивизија I, Група А) - 2015 — 15. место - 2016 — 20. место (4. место, Дивизија I, Група А) - 2017 — 17. место (4. место, Дивизија I, Група А) - 2018 — 14. место - 2019 — 16. место - 2020. − Отказано због Пандемије ковида 19 - 2021. − Отказано због Пандемије ковида 19 - 2022 — 11. место - 2023 — 14. место - 2024 — 10. место - 2025 — 8. место |